# ريتشارد مارسينكو
ريتشارد مارسينكو (بالإنجليزية: Richard Marcinko)‏، من مواليد 21 نوفمبر 1940م، هو ضابط بحرية عسكري أمريكي، شارك فعلياً للحرب في فيتنام في فترة الستينات من القرن العشرين، حيث حصل على عدة أوسمة ومنها ميدالية النجمة الفضية.